# Umberto Alessandrini
Umberto Alessandrini (Castelnuovo, 13 maggio 1942) è un ammiraglio italiano.

## Biografia

### Servizio militare
Alessandrini è stato il 18º comandante della nave Ardito dal 3 ottobre 1990 al 2 ottobre 1991, mentre era ancora capitano di vascello.
Nel 1995, all'epoca contrammiraglio, Alessandrini venne insignito del titolo di commendatore dell'Ordine al merito della Repubblica italiana.

### Ritiro dalla marina
Dopo essersi ritirato dall'attività militare, è diventato presidente del comitato di ricostruzione del suo paese d'origine, Castelnuovo, gravemente colpito dal terremoto dell'Aquila del 2009.